# Gran Consiglio (Repubblica Elvetica)
Il Gran Consiglio (in tedesco: Grosser Rat, in francese: Grand Conseil) è stato tra il 1798 e il 1800 una delle due camere del parlamento della Repubblica Elvetica.

## Storia
Il Gran Consiglio aveva il compito di elaborare e proporre leggi che la seconda camera, il Senato, accettava senza modifiche o respingeva. Da parte sua, il Gran Consiglio si pronunciava sulle modifiche costituzionali proposte dal Senato. I seggi erano distribuiti proporzionalmente in base al numero di abitanti delle 18 unità amministrative. Il Gran Consiglio del 1798, la cui seduta costitutiva si tenne il 12 aprile, era composto da otto deputati per cantone, ma non tutti i 144 membri esercitarono effettivamente il loro mandato.
I cosiddetti rappresentanti del popolo, cittadini attivi di almeno 25 anni di età, erano eletti per sei anni a seguito di una procedura indiretta e potevano ripresentarsi alle elezioni due anni dopo fine del mandato. Negli anni pari un terzo del consesso veniva rinnovato per sorteggio, cosa che avvenne una sola volta nel 1º agosto 1800. I Granconsiglieri portavano una toga particolare e godevano dell'immunità parlamentare. La presidenza cambiava ogni 14 giorni. Una disposizione costituzionale vietava l'istituzione di commissioni permanenti. Questa Camera doveva interrompere le sue attività almeno per tre mesi all'anno. I dibattiti erano pubblici. Su proposta del comitato esecutivo, il 7 agosto 1800 il Gran Consiglio approvò il proprio scioglimento.